# 王冠 (电视剧)
《王冠》（英語：The Crown）是一部英美合作拍攝的傳記歷史電視影集，由彼得·摩根原創與編劇，並由左岸影業為網飛製作，講述英国君主伊丽莎白二世統治時期的傳記故事。本劇自2015年起開拍，製作方斥資鉅額爭取英國王室的資源協助，並獲准翻閱女王的私人日記作為編劇參考。觀眾對其評價普遍正面，評論家讚譽其卡司演出、導演、劇本、攝影、製作水準以及部分有關伊麗莎白二世統治準確的歷史記載。

## 簡介
《王冠》是根據當代英國歷史改編的戲劇，劇情主要圍繞於溫莎王朝的第四任君主－伊莉莎白二世女王及其身邊的王室成員和政壇人士。故事自女王登基前的1940年代開始，演繹至21世紀初的事件，每季約橫跨十年的時間；演員陣容的部分則是每兩季重新換一批。在第五季播出前夕伊麗莎白二世駕崩，菲利普親王也於前一年（2021）逝世；隨著主要人物的離世，劇情時間又越來越接近當下年代，本劇的評價亦愈發兩極。
第一季的時間線約為1947年至1955年，自當時還是王位推定继承人的伊莉莎白公主與菲利普王子結婚作為序幕，之後陸續帶出喬治六世駕崩、伊莉莎白二世繼位及加冕儀式、倫敦霧霾事件、瑪嘉烈公主與王室侍從武官彼得·湯森之間的戀情，以及首相邱吉爾退休等事件。
第二季則從1956年的蘇伊士運河危機開始，至1963年首相哈羅德·麥美倫因普羅富莫事件下台為止，包括安德魯和愛德華兩位王子的誕生、美国总统甘迺迪及其夫人賈桂琳來訪，王儲查爾斯王子的少年求學經驗，以及瑪格麗特公主結婚等等。
第三季女王邁入中年，時間約為1960年代中期至1970年代，橫跨首相哈羅德·威爾遜執政時期、艾伯凡礦災、阿波罗11号登月、1969年的威爾斯親王授勳典禮、非洲與加勒比地区的去殖民化歷程、溫莎公爵離世，以及以及瑪嘉烈公主與園藝專家罗迪·卢埃林準男爵長達八年的婚外情，這場婚外情最終導致其於1978年其與丈夫斯諾登伯爵安東尼離婚。另外，查爾斯王子與初戀情人卡蜜拉·尚德、安德魯·帕克·鮑爾斯及安妮公主的四角戀情也是本季的重點情節。
第四季隨著時間推進至1980年代，年輕的黛安娜·史賓賽逐漸進入公眾視野，劇情詮釋了她與查爾斯王子婚姻間的各種內幕；另外也包括外號“鐵娘子”的英国第一位女首相的執政任期，以及其與王室、乃至女王本人之間的關係。除此之外，本季情節亦穿插了白金汉宫遭陌生男子闖入等當代著名的插曲事件。
第五季的時間來到1990年代初，女王步入暮年，劇情著重在威爾斯親王夫婦間的婚姻關係，藉此帶出多迪·法耶茲家族的崛起、苏联解体、香港主權移交、衛生棉條事件等等；同時安妮公主、安德魯王子均婚姻不睦與1992年溫莎城堡火災等事件，也揭示著王室在這個“最煎熬的年代”渡過各種危機。
第六季為最終季，時間約莫落在1990年代末期至2000年代初期，描繪離婚後黛安娜的感情生活、並重現戴安娜之死；同時也呈現了威廉王子的求學生活和與凱特·密道頓相識的過程，以及科索沃战争、王室改革、瑪格麗特公主與伊莉莎白王太后離世、金禧年，和查爾斯王子迎來第二段婚姻等事件。
劇情以女王入八旬高齡，不得不面對自己即將不久人世的「伦敦桥行动」計畫，以及是否退位的內心掙扎作為收尾。

## 演员表

### 主要角色
| 角色名稱                                         | 演員（1、2季）    | 演員（3、4季）     | 演員（5、6季）  | 介紹                                                                                  |
| 伊丽莎白二世 Queen Elizabeth II                  | 克萊兒·芙伊       | 奧莉薇雅·柯爾曼    | 伊美黛·史道頓   | 英國女王，溫莎王朝的第四位君主，本劇核心人物                                          |
| 菲利普親王 Prince Philip, Duke of Edinburgh      | 馬特·史密斯       | 托比亞·曼齊司      | 尊尼芬·帕斯     | 女王丈夫，希臘和丹麦王子，婚後受封愛丁堡公爵                                          |
| 瑪格麗特公主 Princess Margaret                   | 凡妮莎·寇比       | 海伦娜·博纳姆·卡特 | 莱斯莉·曼维尔   | 女王的妹妹，比女王小五歲                                                              |
| 伊莉莎白王太后 Queen Elizabeth, Queen Mother     | 维多利亞·漢密爾頓 | 馬里恩·貝利        | 瑪西婭·沃倫     | 乔治六世的妻子，女王的母親                                                            |
| 查爾斯王子 Prince Charles, Prince of Wales       | Billy Jenkins     | 喬許·歐康納        | 多米尼克·韦斯特 | 女王與菲利普親王的長子，英国王儲                                                      |
| 查爾斯王子 Prince Charles, Prince of Wales       | Julian Baring     | 喬許·歐康納        | 多米尼克·韦斯特 | 女王與菲利普親王的長子，英国王儲                                                      |
| 黛安娜王妃 Diana, Princess of Wales              | 不適用            | 艾瑪·科林          | 伊莉莎白·戴比基 | 威爾士王妃，查爾斯王子的第一任妻子，威廉王子與哈利王子的母親                          |
| 安妮长公主 Princess Anne, Princess Royal         | 不適用            | 艾琳·多爾蒂        | 克勞蒂亞·哈里森 | 女王與菲利普親王的女兒，查爾斯王子的妹妹                                              |
| 安德魯王子 Prince Andrew, Duke of York           | 不適用            | Tom Byrne          | 詹姆士·莫瑞     | 女王與菲利普親王的次子，查爾斯與安妮的弟弟，婚後受封约克公爵                          |
| 愛德華王子 Prince Edward                         | 不適用            | 安格斯·伊姆利      | 山姆·沃爾夫     | 女王與菲利普親王的么子                                                                |
| 爱德华八世 King Edward VIII （Duke of Windsor）  | 阿历克斯·杰宁斯   | 德雷克·雅可比      | 不適用          | 溫莎王朝的第二位君主，女王的伯父，退位後受封温莎公爵，家族成員稱其為「大衛」（David） |
| 华里丝·辛普森 Wallis Simpson, Duchess of Windsor | 利婭·威廉姆斯     | 杰拉爾丁·卓別林    | 不適用          | 溫莎公爵之妻                                                                          |
| 路易·蒙巴頓                                      | 葛瑞格·懷斯       | 查尔斯·丹斯        | 不適用          | 菲利普親王的舅父，曾任英國海軍元帥                                                    |
| 卡米拉·帕克-鮑爾斯                               | 不適用            | 艾莫芮德·芬諾      | 奥利维娅·威廉斯 | 查爾斯王子的初戀情人，在嫁給安德魯·帕克·鮑爾斯後仍然與查爾斯維持親密關係              |
| 威廉王子 Prince William                          | 不適用            | 不適用             | Timothée Sambor | 查爾斯王子與黛安娜王妃的長子，女王的長孫                                              |
| 威廉王子 Prince William                          | 不適用            | 不適用             | Senan West      | 查爾斯王子與黛安娜王妃的長子，女王的長孫                                              |
| 威廉王子 Prince William                          | 不適用            | 不適用             | Rufus Kampa     | 查爾斯王子與黛安娜王妃的長子，女王的長孫                                              |
| 威廉王子 Prince William                          | 不適用            | 不適用             | 艾德·麥克維     | 查爾斯王子與黛安娜王妃的長子，女王的長孫                                              |
| 哈利王子 Prince Harry                            | 不適用            | 不適用             | Teddy Hawley    | 查爾斯王子與黛安娜王妃的次子                                                          |
| 哈利王子 Prince Harry                            | 不適用            | 不適用             | Will Powell     | 查爾斯王子與黛安娜王妃的次子                                                          |
| 哈利王子 Prince Harry                            | 不適用            | 不適用             | 弗林·愛德華茲   | 查爾斯王子與黛安娜王妃的次子                                                          |
| 哈利王子 Prince Harry                            | 不適用            | 不適用             | 路德·福特       | 查爾斯王子與黛安娜王妃的次子                                                          |

### 各季常設角色

#### 第一、二季
| 角色名稱                                       | 演員           | 介紹                                                                             |
| 温斯顿·丘吉尔                                  | 约翰·利思戈    | 女王甫繼位時的英国首相，也是二戰時期的首相                                       |
| 克莱门汀·丘吉尔                                | 哈里特·沃爾特  | 邱吉爾首相的妻子                                                                 |
| 乔治六世 King George VI                        | 傑瑞德·哈里斯  | 溫莎王朝第三任君主，女王的父親，家族成員稱其「伯蒂」（Bertie），1952年因肺癌駕崩 |
| 瑪麗王后 Queen Mary                            | 艾琳·阿特金斯  | 女王的祖母，喬治六世的母親                                                       |
| 彼得·湯森                                      | 班·邁爾斯      | 喬治六世的侍從武官、英國皇家空軍上校，瑪格麗特公主的初戀情人                     |
| 波齊                                           | 約瑟·克洛斯卡  | 女王的摯友兼賽馬經理                                                             |
| 安東尼·阿姆斯特朗-瓊斯 Antony, Earl of Snowdon | 馬修·古德      | 瑪格麗特公主的丈夫，婚後受封斯諾登伯爵                                           |
| 湯米·拉塞爾斯                                  |                | 女王登基後的首任私人秘書，服務過三位君主                                         |
| 安東尼·艾登                                    | 傑瑞米·諾森    | 女王登基後親自任命的第一位首相，先前擔任外交大臣職位                             |
| 哈羅德·麥美倫                                  | 安东·莱瑟      | 女王任命的第二位首相，先前擔任財政大臣一職                                       |
| 麥可·安迪                                      | 威爾·金        | 女王的第二任私人秘書                                                             |
| 馬丁·查特瑞斯                                  | 哈利·海登-帕頓 | 女王還是公主時期的私人秘書，女王繼位後擔任助理秘書                               |
| 凡娜緹雅·史考特 （Venetia Scott）              | 凯特·菲利普斯  | 首相府的新進秘書，霧霾事件中死於車禍                                             |

#### 第三、四季
| 角色名稱                                 | 演員             | 介紹                                               |
| 斯諾登伯爵安東尼 Antony, Earl of Snowdon | 班·丹尼爾斯      | 瑪格麗特公主的丈夫，兩人後來離婚                   |
| 哈羅德·威爾遜                            | 傑森·沃特金斯    | 女王在位期間的第五位首相、也是首位工黨籍的首相     |
| 爱德华·希思                              | 麥可·馬隆尼      | 女王在位期間的第六位首相                           |
| 玛格丽特·撒切尔                          | 吉蓮·安德森      | 英國第一位女性首相，與女王年齡相仿，又名柴契爾夫人 |
| 丹尼斯·撒切尔                            | 史蒂芬·鮑克斯    | 柴契爾首相的丈夫                                   |
| 麥可·安迪                                | 大衛·連杜        | 女王的第二任私人秘書                               |
| 馬丁·查特瑞斯                            | 查爾斯·愛德華茲  | 女王的第三任私人秘書                               |
| 愛麗絲公主 Princess Alice                | 简·拉波泰尔      | 菲利普親王的母親，是前希臘王室的公主               |
| 莎拉·弗格森 Sarah, Duchess of York       | Jessica Aquilina | 安德魯王子的新婚妻子                               |

#### 第五、六季
| 角色名稱         | 演員            | 介紹                                       |
| 约翰·梅杰        | 強尼·李·米勒    | 保守黨籍首相，1997年輸掉大選後辭職下台     |
| 史賓賽伯爵查爾斯 | Philip Cumbus   | 黛安娜王妃的弟弟                           |
| 托尼·布莱尔      | 博迪·卡維爾     | 1997年帶領工黨贏得大選後出任首相           |
| 穆罕默德·法耶兹  | 沙林道          | 埃及裔富商                                 |
| 多迪·法耶兹      | 卡里德·阿布達拉 | 法耶兹的長子，黛安娜王妃的男友             |
| 馬克·波蘭        | 本·劳埃德-休斯  | 查爾斯王子的副私人秘書                     |
| 羅伯特·費洛斯    | 安德魯·哈威爾   | 90年代女王的私人秘書                       |
| 羅賓·簡林        | 傑米·帕克       | 女王私人秘書助理，羅伯特辭職後繼任私人秘書 |
| 凱特·密道頓      | 梅格·貝拉米     | 威廉王子在圣安德鲁斯大学相識並交往的女友   |
| 卡蘿·密道頓      | 夏娃·貝斯       | 凱特的母親                                 |

### 其他角色
| 角色名稱                       | 演員                     | 出場季數 | 介紹                                                                                             |
| 克莱门特·艾德礼                | 西蒙·錢德勒              | 1        | 前首相，工黨領袖                                                                                 |
| 菲利普親王 （少年版）          | 菲恩·埃利奧特            | 2        | 希臘和丹麦王子，被送到蘇格蘭獨自求學，期間嫁入納粹德國的姐姐於飛機事故中喪生                     |
| 安德烈王子                     | Guy Williams             | 2        | 希臘王子，菲利普親王的父親                                                                       |
| 葛培理牧師                     | 保羅·斯帕克斯            | 2        | 美国牧师，新教福音派教会代表人物之一                                                             |
| 约翰·肯尼迪                    | 米高·C·賀爾              | 2        | 第35任美国总统，任內遭到暗殺                                                                     |
| 杰奎琳·肯尼迪                  | 喬迪·巴爾弗爾            | 2        | 美国第一夫人，甘迺迪總統的妻子                                                                   |
| 庫爾特·哈恩                    | 伯格哈特·克勞斯納        | 2        | 高登斯頓公學的創辦人兼校長                                                                       |
| 克瓦米·恩克鲁玛                | 丹尼·薩帕尼              | 2        | 加纳國父及首任總統、總理，非洲獨立運動領袖                                                       |
| 羅伯特·甘迺迪                  | 儒利安·歐文登            | 2        | 甘迺迪總統的弟弟，美国司法部部長、聯邦參議員                                                     |
| 多羅西·麥美倫                  | 斯薇斯特·L·唐兹尔        | 2        | 麥美倫首相的妻子                                                                                 |
| 邁克爾·拉姆齊                  | 托尼·吉爾福伊爾          | 2        | 第100任坎特伯雷大主教                                                                            |
| 安東尼·布倫特                  | 塞繆爾·韋斯特            | 3        | 服務於白金汉宫的英國畫家，被軍情五處查出為苏联臥底间谍                                           |
| 林登·詹森                      | 克蘭西·布朗              | 3        | 第36任美国总统，甘迺迪遭暗殺後以副總統身份繼任                                                   |
| 愛德華·米爾沃德                | 馬克·路易斯-瓊斯         | 3        | 卡迪夫大学教授、威爾斯獨立運動的倡議者，擔任查爾斯王子留學威爾斯期間的導師                       |
| 尼尔·阿姆斯特朗                | Henry Pettigrew          | 3        | 第一批登陸月球的美國宇航员                                                                       |
| 鮑勃·霍克                      | 理查·羅森堡              | 4        | 第23任澳大利亞總理，選前曾主張脫離大英國協、成立共和                                             |
| 迈克尔·费根                    | 湯姆·布魯克              | 4        | 闖入白金漢宮女王寢室的男人                                                                       |
| 馬克·柴契爾                    | 弗雷迪·福克斯            | 4        | 柴契爾夫人的兒子                                                                                 |
| 卡洛儿·撒切尔                  | 蕾貝卡·漢弗萊斯          | 4        | 柴契爾夫人的女兒                                                                                 |
| 莊樂敏                         | 弗洛拉·蒙哥馬利          | 5        | 梅杰首相的妻子                                                                                   |
| 佩妮                           | 娜塔莎·馬克洪            | 5        | 菲利普親王教子諾頓的妻子，親王晚年的密友                                                         |
| 哈斯納特·汗                    | 胡瑪律·薩伊德            | 5        | 巴基斯坦裔醫師，與黛安娜王妃交往過一段時間                                                       |
| 马丁·巴希尔                    | 普拉薩納·瓦納拉佳        | 5        | BBC記者，《廣角鏡》的節目主持人，以欺罔手段騙取黛安娜王妃同意接受專訪                            |
| 悉德尼·強森                    | 裘德·阿庫迪克            | 5        | 溫莎公爵的巴哈马裔貼身侍從，後來被穆罕默德·法耶兹雇用                                            |
| 鲍里斯·叶利钦                  | 阿納托利·寇騰尼歐夫      | 5        | 俄羅斯聯邦首任總統                                                                               |
| 彼得·湯森                      | 蒂莫西·道尔顿 （老年版） | 5        | 瑪格麗特公主的初戀情人                                                                           |
| 彼得·湯森                      | Hamish Riddle （青年版） | 6        | 王室侍從武官，在勝利日當晚偷偷帶兩位公主出宮狂歡                                                 |
| 波齊 （青年版）                | Joe Edgar                | 6        | 王室侍從武官，在勝利日當晚偷偷帶兩位公主出宮狂歡                                                 |
| 乔治五世 King George V         | 理查·迪藍                | 5        | 溫莎王朝第一任君主，女王的祖父                                                                   |
| 尼古拉二世                     | Aleksey Diakin           | 5        | 俄罗斯帝国的末代皇帝，國王喬治五世的表弟，全家死於布尔什维克政權的屠殺                           |
| 莎拉王妃 （中年版）            | Emma Laird Craig         | 5        | 安德魯王子的妻子，兩人婚姻不睦最終離婚                                                           |
| 彭定康                         | 奧利佛·米爾本            | 5        | 末代香港總督                                                                                     |
| 凱莉·費雪                      | 艾琳·理查茲              | 5-6      | 多迪·法耶兹原先的未婚妻                                                                          |
| 馬里奧·布雷納 （Mario Brenna） | 安佐·席倫提              | 6        | 拍下黛妃與多迪親密照片的攝影師                                                                   |
| 鄧肯·謬爾 （Duncan Muir）      | 福布斯·馬森              | 6        | 查爾斯王子雇用的攝影師，為本劇虛構人物                                                           |
| 特雷弗·瓊斯                    | Harry Anton              | 6        | 黛安娜和多迪的保鑣，車禍事件中唯一的生還者                                                       |
| 亨利·保羅                      | 約翰·布朗                | 6        | 黛妃車禍事件中的司機，出車時酒後駕駛                                                             |
| 雅克·希拉克                    | Laurent C. Lucas         | 6        | 第22任法国总统                                                                                   |
| 安德魯·蓋利 （Andrew Gailey）  | 布萊克·瑞特森            | 6        | 威廉王子在伊顿公学的舍监                                                                         |
| 雪麗·布萊爾                    | 莉迪亞·萊納德            | 6        | 布萊爾首相的妻子                                                                                 |
| 瑪格麗特公主 （少年版）        | 碧兒·蓋斯頓              | 6        | 英國王位第二及第一順位繼承人、國王喬治六世的女兒，兩人在勝利日當晚悄悄溜出白金漢宮至麗茲酒店狂歡 |
| 伊麗莎白公主 （少年版）        | 維奧拉·普雷特約恩        | 6        | 英國王位第二及第一順位繼承人、國王喬治六世的女兒，兩人在勝利日當晚悄悄溜出白金漢宮至麗茲酒店狂歡 |
| 麥可·密道頓                    | 提姆·達頓                | 6        | 凱特的父親                                                                                       |
| 皮帕·密道頓                    | Matilda Broadbridge      | 6        | 凱特的妹妹                                                                                       |

## 史實出入

### 第一季
第3集《溫莎》的開頭倒敘情節中，前任英國國王爱德华八世在退位之後發表一場演講，BBC在播放時尊稱他為“温莎公爵殿下”（His Royal Highness, The Duke of Windsor）。實際上在1936年12月11日英國廣播公司的總經理約翰·萊斯稱他為“愛德華王子殿下”（His Royal Highness, Prince Edward），「溫莎公爵」的頭銜是在遜位演講的翌日（12月12日）由新任國王乔治六世宣布下才受封的。另外，劇中愛德華王子在發表演講時，辛普森夫人站在他身旁，實際上辛普森夫人已經居住在法国，所以不在現場。

### 第二季
第10集劇情暗示菲利普親王向女王默認出軌，並影射出軌對象為當時確曾與親王傳出緋聞的芭蕾舞演員帕翠茜婭·柯克伍德。但編劇彼得·摩根承認，現實中並沒有任何證據證明親王曾經外遇；雖然坊間一直有親王坐擁情婦的傳聞，但親王本人和王室向來都否認傳聞的真實性。

### 第三季
第1集中，女王其實沒有探訪經歷最後一次中風後的前首相邱吉爾。

### 第四季
劇中受女王夫婦信任的私人秘書馬丁·查特里斯於第二季開始擔任私人秘書一職，並持續服務女王至第四季的1990年代，但現實中馬丁於1977年時便已請辭。
另外，劇中將英国首相柴契爾夫人的兒子馬克·柴契爾於撒哈拉沙漠失蹤一事與福克蘭群島戰役描繪為同一時間點，但實際上前者發生於1982年1月，後者則是爆發於同年4月，並於6月結束。

### 第六季
第2集《兩張照片》中的兩位攝影師馬里奧·布雷納和鄧肯·謬爾，前者在劇中是受富商法耶兹出價前往拍攝黛妃與多迪的親密照，但馬里奧本人表示該照片的拍攝純屬意外，他當下並不知道兩人的身份；後者實際上並無其人，查爾斯王子的家庭合照現實中是由長期跟隨王室的攝影師提姆·格雷厄姆（Tim Graham）所拍攝。
下半季劇中威廉王子於圣安德鲁斯大学就讀時，在認識凱特之前曾與一位名為蘿拉·金凱德（Lola Kincaid）的女同學交往；但實際上威廉王子的前女友並無其人，該角色為完全虛構的人物。

## 評價
前兩季剛播出時，媒體報導英國王室官員透露伊丽莎白女王本人與其么子爱德华王子夫婦皆是本劇的觀眾，每週六晚間都會在溫莎城堡內一起追劇看自己的故事，其他王室成員也是影迷；女王的孫女尤金妮郡主就曾評價「配樂非常美，故事也很動人，看這部影集讓我很驕傲。」
2017年，美国电影学会將其列入年度10大影集之一。
2019年，《衛報》將其列入21世紀最偉大的100部電視劇集名單第44名。
2020年，第四季釋出後時任英國文化大臣奧利佛·道登公開要求《王冠》應該加註警語，提醒觀眾劇情並非史實；劇中關於查爾斯王子與黛安娜王妃之間婚姻破裂的橋段也遭到黛安娜的弟弟史賓賽伯爵批評脫離事實。此外，《每日郵報》也加入聲援的行列；不過製作方Netflix拒絕加註警語。
2023年第六季播出後，曾於1988年～2000年擔任女王發言人的迪克·阿比特批評本劇太破格，並表示將國王查爾斯三世告知兩名王子母親死訊的那一幕重現實在過於缺乏敏感度、且沒有必要。

## 獎項
| 年份 | 獎項                 | 類別                                   | 提名作品 | 結果 | 參考 |
| ---- | -------------------- | -------------------------------------- | -------- | ---- | ---- |
| 2017 | 第74屆金球獎         | 劇情類最佳影集獎                       | 《王冠》 | 獲獎 |      |
| 2017 | 第69屆黃金時段艾美獎 | 最佳劇情類影集獎                       | 《王冠》 | 提名 |      |
| 2017 | 第21屆衛星獎         | 最佳劇情類影集獎                       | 《王冠》 | 獲獎 |      |
| 2017 | 第63屆英國電視學院獎 | 最佳劇集獎                             | 《王冠》 | 提名 |      |
| 2018 | 第75屆金球獎         | 劇情類最佳影集獎                       | 《王冠》 | 提名 |      |
| 2018 | 第70屆黃金時段艾美獎 | 最佳劇情類影集獎                       | 《王冠》 | 提名 |      |
| 2018 | 第64屆英國電視學院獎 | 最佳劇集獎                             | 《王冠》 | 提名 |      |
| 2019 | 第71屆黃金時段艾美獎 | 最佳劇情類影集獎                       | 《王冠》 | 提名 |      |
| 2020 | 第77屆金球獎         | 劇情類最佳影集獎                       | 《王冠》 | 提名 |      |
| 2020 | 第24届卫星奖         | 最佳劇情類影集獎                       | 《王冠》 | 提名 |      |
| 2021 | 第73届黄金时段艾美奖 | 最佳劇情類影集獎                       | 《王冠》 | 獲獎 |      |
| 2021 | 第73届黄金时段艾美奖 | 最佳劇情類影集男主角：喬許·歐康納      | 《王冠》 | 獲獎 |      |
| 2021 | 第73届黄金时段艾美奖 | 最佳劇情類影集女主角：奧莉薇雅·柯爾曼  | 《王冠》 | 獲獎 |      |
| 2021 | 第73届黄金时段艾美奖 | 最佳劇情類影集女主角：艾瑪·科林        | 《王冠》 | 提名 |      |
| 2021 | 第73届黄金时段艾美奖 | 最佳劇情類影集男配角：托比亞·曼齊司    | 《王冠》 | 獲獎 |      |
| 2021 | 第73届黄金时段艾美奖 | 最佳劇情類影集女配角：吉蓮·安德森      | 《王冠》 | 獲獎 |      |
| 2021 | 第73届黄金时段艾美奖 | 最佳劇情類影集女配角：海倫娜·寶漢·卡特 | 《王冠》 | 提名 |      |
| 2021 | 第73届黄金时段艾美奖 | 最佳劇情類影集女配角：艾莫芮德·芬諾    | 《王冠》 | 提名 |      |

## 备注
1. ↑  以拿到獎座的時間為主。

## 外部連結
- 在Netflix上觀看《王冠》
- 互联网电影数据库（IMDb）上《王冠》的资料（英文）
- Metacritic上《王冠》的資料
- 烂番茄上《王冠》的資料（英文）

- . BAFTA Guru. 2018-02-28  [2020-10-02]. （原始内容存档于2021-01-22）.
- 豆瓣电影上《王冠》的資料 （简体中文）